# Archibald Kennedy, XI conte di Cassilis
Archibald Kennedy, XI conte di Cassilis (1736 – 30 dicembre 1794) è stato un nobile scozzese.

## Biografia
Kennedy era il figlio di Archibald Kennedy, e di sua moglie, Maria Walter, figlia di Robert Walter e Catharine Leisler. La madre era stata precedentemente sposata con Arent Schuyler, morto prima che avessero figli.
Suo padre era un discendente del secondo figlio del terzo conte di Cassilis. Ha vissuto a New York fino a quando fu richiamato a succedere alla contea alla morte del decimo conte, che era morto senza eredi maschi nel 1792.

## Matrimoni

### Primo Matrimonio
Sposò, il 1 giugno 1765, Katherine Schuyler (?-21 gennaio 1768), figlia di Peter Schuyler e nipote di Arent Schuyler, il primo marito di sua madre. Katherine, che era figlia unica, ereditò tutti i beni del padre alla sua morte nel 1762. Dopo la sua morte nel 1765, Kennedy ha ereditato l'intero patrimonio. Non ebbero figli.

### Secondo Matrimonio
Sposò, il 27 aprile 1769, Anne Watts (?-29 dicembre 1793), figlia di John Watts. Come la sua prima moglie, Anne era un discendente della famiglia Schuyler. Ebbero tre figli:
- Archibald Kennedy, I marchese di Ailsa (1770-8 settembre 1846);
- John Kennedy (1771-7 agosto 1859), sposò Charlotte Gill, non ebbero figli;
- Robert Kennedy (1773-15 novembre 1843), sposò Jane Macomb, ebbero due figli[4][5].

## Morte
Morì il 30 dicembre 1794.